# Batalla de Turda
La batalla de Turda fue una de las batallas de la revuelta de 197 a. C. de los pueblos íberos contra la dominación romana en el siglo II a. C.

## Antecedentes
La victoria de la república de Roma sobre Cartago en la segunda guerra púnica dejó Hispania en manos romanas. La transformación del territorio en provincia provocó importantes cambios administrativos y fiscales, y la imposición del stipendium no fue aceptada por las tribus locales que todavía gozaban de una cierta estructura política y capacidad de reacción, de modo que en el 197 a. C., recién terminada la segunda guerra macedónica, estalló una gran revuelta en toda el área conquistada en Hispania a causa del expolio republicano.

## La batalla
Numerosos jefes locales se rebelaron en la Hispania Ulterior y La república envió a Cayo Sempronio Tuditano a la Hispania Citerior y Marco Helvio Blasión a la Hispania Ulterior. Cayo Sempronio Tuditano murió por heridas de combate en la Citerior antes de terminar el año 197 a. C., pero Quinto Minucio Termo derrotó en el 196 a. C. a los insurrectos Budar y Besadino en un lugar indeterminado llamado Turda, consiguiendo además tomar como prisionero al general Besadino.

### Citas
1. ↑  Tito Livio, Ab Urbe condita libri, XXXIII, 44, 4-5.
2. ↑  Arrayás Morales, Isaías (2005). Morfología histórica del territorio de Tarraco (ss. III- .C.) (1ª edición). Publicacions i Edicions UB. p. 40. ISBN 8447530078.
3. ↑  Hernàndez Cardona, Francesc Xavier (2001).  Rafael Dalmau Editor, ed. Història militar de Catalunya, vol. I, dels íbers als carolingis (en catalán) (1ª edición). p. 134. ISBN 84-232-0639-4.
4. ↑  Apiano. Ibèria. pp. 39-41.
5. ↑  Nolla, Josep M. «la campanya de m. p. cató a empúries el 195 a.c. Algunes consideracions». Revista Girona.
6. ↑  Tito Livio, Ab Urbe condita libri, 33, 44, 4-5.